# Heinrich Nacke
Heinrich Nacke, auch Hinrich (vor 1438; † 11. Januar 1461 in Greifswald) war ein römisch-katholischer Geistlicher und Rektor der Universität Greifswald. 
Heinrich Nacke stammte möglicherweise aus Mecklenburg und war vor 1438 zum Priester geweiht worden. 1441 war er Vorsteher (Provisor) der Maria-Magdalenen-Bruderschaft und 1445 Notar in einem Gerichtsverfahren. Bei der Stiftung der Greifswalder Universität 1457 wurde er mit den Worten „dominus Hinricus Nacken, d. 1 mr.“ immatrikuliert. Bei der Gründung des Kollegiatstiftes an der Nikolaikirche hatte er zunächst das Amt des Kantors inne. Nach der Flucht des Dekans Johannes Wulff wegen innerstädtischer Konflikte wurde er selbst Dekan des Stiftes. Mit seinem Vermögen erwarb er eine große Zahl von Renten in verschiedenen Landgütern und zwei Häuser am Nikolaikirchhof. Er stiftete unter anderem eine Vikarie und schenkte der Universität mehrere Gefäße, darunter der Artistenfakultät einen großen Krug. Am 18. Oktober 1460 wurde er zum Rektor der Universität gewählt. Er starb während seiner Amtszeit im Januar des folgenden Jahres und wurde in der Nikolaikirche bestattet, wo seine Grabplatte fragmentarisch erhalten ist. Sein Nachfolger als Dekan wurde Hermann Slupwachter.
Er stockte in seinem Testament die Vikarie zugunsten seiner Nachfolger im Dekanat auf und stiftete an der Marien- und der Jakobikirche je eine weitere Vikarie. Sein Haus in der Nikolaikirchstraße 1 (heute Caspar-David-Friedrich-Straße 1) stiftete er als Amtswohnung für seine Nachfolger im Dekanatsamt. Den St.-Georgs-Hospitälern in Greifswald und Gristow sowie dem Kloster Pudagla stiftete er insgesamt acht Benefizien. Gleichzeitig vermachte er diesen Stiftungen und der Artistenfakultät eine Reihe wertvoller Bücher und der Vikarie an der Jakobikirche mehrere Kleinodien. 